# Autocharis putralis
Autocharis putralis là một loài bướm đêm trong họ Crambidae.